# NGC 884
NGC 884 （也稱為英仙座χ ）是一個位於英仙座的疏散星團，距離地球7,600。它位於和NGC 869組成的雙星團的最東端。NGC 869和884通常各別被稱為英仙座h和χ。這個星團的年齡估計已有為1,250萬年。這兩個星團有物理上的關聯性，估計相距只有數百光年，都是星協英仙座OB1的成員。喜帕恰斯是最早記錄下這兩個星團的人，但很可能遠古時代早就已經知道這兩個星團。  
雙星團是業餘天文學家的最愛。像這種明亮的星團通常是用小望遠鏡拍攝或觀察到的。但雙星團簡單到肉眼就能在英仙座和仙后座之間看見，在冬天的銀河中也是一個明亮的區域。雙星團也被收錄在專供業餘天文觀測使用的科德韋爾深空天體表。在小望遠鏡中，星團以美麗的星形組合出現在富饒的恆星場中。該星團以明亮的藍色恒星為主，還擁有一些橙色恒星，豐富了人們的視覺興趣。兩個星團一起為低倍率的視野提供了壯觀的景色。